# Tao

Taijitu: el taiji constituido por el yin y yang.

La palabra tao (en chino, 道; pinyin, dào; literalmente, ‘camino’) puede traducirse literalmente por ‘el camino’, ‘la vía’, o también por ‘el método’ o ‘la doctrina’. En el taoísmo se refiere a la esencia primordial o al aspecto fundamental del universo y el ser humano; es el orden natural de la existencia, que en realidad no puede ser nombrado, en contraste con las incontables cosas "nombrables" en las que se manifiesta.
El tao también se usa en el confucianismo, el budismo chan (zen en japonés) y en la religión china, con matices distintos en cada caso. En japonés se le llama dō.

## Fundamentación
Esta palabra tenía un significado espiritual y filosófico de «camino de la naturaleza» o «camino de los cielos». Las enseñanzas de sabios como Lao-Tsé y Confucio predicaban el abandono de nuestro propio camino para seguir, en su lugar, el «gran camino».
El significado del tao depende del contexto y puede usarse como término filosófico, cosmológico, religioso o moral.
El sinograma que representa al tao es un ideograma que consta de dos partes:
- 首 (shǒu), ‘cabeza’ y
- 辶 (辵 chuò), ‘caminar’

Sinograma del tao.

En efecto, la parte superior representa a un rostro o cabeza y la parte inferior representa a un ser humano corriendo, en conjunto tal asociación ha significado camino o marcha (iter). En chino antiguo, que sonaba muy diferente al moderno chino estándar, se ha reconstruido el sonido del carácter  como /*l'uːʔ/ (Zhengzhang) o /*(kə).lˤuʔ/ (Baxter–Sagart).
El tao es el tema principal del taoísmo, pero el confucionismo también lo emplea como ‘el camino’ o ‘noble camino’ de conducta, pero de un modo diferente; teniendo una "equivalencia" igualmente en el budismo a través del Noble camino óctuple, o más generalmente a través del Dharma.
Tanto su significado religioso como filosófico pueden verse desde dos puntos de vista:
- doctrinal o de discurso: manera coloquial de llamar a la ideología del tao basada netamente en los diferentes textos taoístas, siendo el principal de estos el Tao Te King de Lao-Tsé.
- el gran tao, fuente de orientación de todo proceso del universo más allá de que existe y no existe y anterior al espacio y el tiempo. El tao es el principio que ordena tras el incesante flujo de cambio, siendo así el origen de todo. Debido a esto, también es la constante que abarca todos los aspectos de la realidad, por lo que en este sentido se lo puede comparar con el concepto de Totalidad de la filosofía occidental, aunque en occidente se lo ha personificado con representaciones teístas como dios (incluso en lo referente a la Santísima Trinidad), o con el concepto griego del logos o el hindú de Dharma.

En ambos casos, el concepto totalizador del tao resulta servir para definir el llamado «orden natural» que el taoísmo propone como el funcionamiento armónico de la naturaleza, siendo así el tao el ejemplo a seguir que los taoístas toman para aplicarlo a los diferentes aspectos de la vida.
La primera referencia al tao aparece en el Tao te ching de Lao-Tsé, en el que no se define concretamente lo que es y cuyo carácter metafísico fue único en la China de entonces. Sus enseñanzas, y las de su sucesor Chuang-Tsé, constituyen el taoísmo.

## Características del tao
Hay un flujo en el universo que se llama tao. El tao fluye lentamente, pero nunca para, manteniendo las cosas del universo en orden y equilibrio. Se manifiesta a través de cambios de estaciones, ciclos vitales o mutaciones de poder u orden. El tao es la ley de todo. El que sigue al tao se hace uno con el tao. Además, conviene comprender el chi (término chino para ‘vapor, aliento o energía’), porque el chi y el tao van de la mano, ya que el chi es la energía que circula en el universo, por lo que se puede decir que el tao es flujo de chi.
El concepto del tao se basa en aceptar que la única constante en el universo es el cambio y que debemos aceptar este hecho y estar en armonía con ello. El cambio es el flujo constante del ser al no ser, de lo posible a lo real, yin a yang, femenino a masculino. El símbolo del tao, llamado Taijitu, está constituido por el yin y el yang confluyendo en un círculo.
El Tao es el fundamento y origen de los seres del Universo. Es un ente (ser) metafísico eterno, absoluto; trasciende la diferencia entre objetividad y subjetividad, y también las categorías de la experiencia: el tiempo, el espacio, el cambio y la causalidad; es un ente absoluto que no se puede ver, ni oír, ni expresar ni imaginar. El Tao en sí es una realidad abstracta que no se puede describir, no tiene ningún atributo. El Tao es por tanto una realidad metafísica, no es un ente aislado e independiente, separado completamente del mundo; el Tao es una «cosa en sí» infinita que trasciende el espacio, el tiempo y todo lo demás; nada hay que no abarque, nada donde no esté, se manifiesta en todas y cada una de las cosas.

### Tao en el Tao Te Ching
El concepto o esencia del Tao lo podemos encontrar reflejada en el texto Tao Te Ching. Existen al menos cinco traducciones directas de esta obra del chino: la de Onorio Ferrero, la de Carmelo Elorduy en Tecnos, la de Iñaki Preciado Idoeta en Trotta, la de Anne-Hélène Suárez en Siruela y, la más reciente, la de Gabriel García-Noblejas para el Libro de Bolsillo de Alianza Editorial. 
La que se cita a continuación es la de Iñaki Preciado:

El Tao que puede expresarse
no es el Tao permanente.
El nombre que puede nombrarse
no es el nombre permanente.
El no-ser es principio del Cielo y de la Tierra;
el ser, de los infinitos seres es madre.
Por eso con el permanente no-ser
se contempla la esencia escondida (del Tao);
con el permanente ser
se contemplan meros indicios del Tao.
Estos dos (no-ser y ser) tienen el mismo origen
aunque diferentes nombres;
tanto al uno como al otro puedes llamarlos misterio.
Misterio de los misterios
llave de toda mudanza.
Lao Tse, Tao Te Ching

Ningún otro libro ha sido traducido tantas veces y con tanta frecuencia como el Tao Te Ching de Lao Tse, y ningún otro libro, salvo la Biblia, cuenta con tantas traducciones al inglés. Con fecha de 1955, existían en el mundo 100 versiones distintas impresas, 90 de ellas en lenguas occidentales, 36 sólo en inglés.

## Equivalencia en otras religiones o filosofías
El Tao como representación de lo primordial o el aspecto fundamental del universo y del hombre, en el hinduismo presentaría una "equivalencia" con el concepto abstracto del Absoluto Brahman de la escuela Vedanta, así como también a las enseñanzas (vías o caminos) que llevan a la unión con él; tales como los conceptos de Rita y el Dharma.

### Traducciones del «Tao te ching»
- El Dàodéjīng de Lǎozĭ en pīnyīn (en chino, inglés y alemán).
- Traducción al español por Antonio Rivas.
- Traducción al español (traductor sin identificar).

### Páginas sobre el tao
- 365 Meditaciones taoístas (traducción al español de las 365 meditaciones diarias de Deng Ming-Dao).
- Centro de Estudios Taoístas Tradicionales (en inglés).
- Recursos taoístas (inglés).
- El gran tao (el taoísmo en la práctica, mejorando la vida diaria; en inglés).
- Path to tao (‘el sendero al tao’; en inglés).

- Datos: Q190393
- Multimedia: Taoism / Q190393
- Citas célebres: Tao